# Василь Чаплич
Васи́ль Мики́тович Ча́плич (? — після 1539) — руський боярин (шляхтич), представник роду Чапличів (також Чапличів-Шпанівських). Військовий діяч у Великому Князівстві Литовському. Герб Кирдій. Родове гніздо Шпанів.

## Біографія та діяльність
Василь Чаплич син городничого луцького Микити (Митька) Андрійовича Чаплича. На 1528 рік обіймав посаду господарського дворянина. Того ж року згідно реєстру попису виставляв до війська Великого Князівства Литовського 10 коней. У праці польського історика Северина Уруського зазначається, що Василь Чаплич у 1530 році заснував село "Малий Олексинецъ", вочевидь нинішнє село Малий Олексин. 
У 1533 році тяжбився з Федором кн. Сангушком відносно його урядника зі села Звенячого, який зі своїми людьми арештував двох його підданих скленських та відібав двох коней. У 1539 році він серед свідків документу яким князь Ілля Острозький записав для своєї дружини Беати Костелецької місто Рівне (Ровноє).
Василь Чаплич у шлюбі з Анастасією Іванівною Хребтовичівною. Єдиною відомою з нащадків є донька Марія Василівна Чаплич. Вона у шлюбі за волинським воєводою Богушем Федоровичем князем Корецьким. Сестра Василя Чаплича — Марія Микитівна Чаплич, у шлюбі зі слугою князів Острозьких та королівським дворянином Семеном Бабинським. 